# Organischer Baustoff
Ein organischer Baustoff im Sinn der organischen Chemie ist ein Baustoff, der Kohlenstoffverbindungen in der Form von Makromolekülen enthält. (Einfache Verbindungen wie Kohlendioxid oder reiner Kohlenstoff, etwa in Kohlenstofffasern, werden nicht dazu gezählt.)
Der Begriff dient traditionell zur Abgrenzung der brennbaren Baustoffe wie Kunststoff, Holz und Naturfasern gegenüber den inerten mineralischen Baustoffen, wie etwa Naturwerkstein, Lehm, Ziegeln oder Beton.
In manchen Bereichen von Baustoffindustrie und -handel wird Begriff „organisch“ überwiegend zur Bezeichnung von Baustoffen verwendet, die aus Kunstharzen und anderen Kunststoffen bestehen. Etwa um Wandputz mit organischem Bindemittel (Kunstharzputz, Buntsteinputz, Edelputz) von mineralischen Putzen abzugrenzen. Umgangssprachlich werden unter „organischen Baustoffen“ hingegen eher traditionelle Baumaterialien wie Holz, Lehm und Baustoffe aus Pflanzenfasern, Pflanzenölen und Naturharzen verstanden, die im Handel meist als Naturbaustoffe bezeichnet werden.

## Geschichte
1939 definierte Richard Grün: „Die organischen Baustoffe sind entstanden durch Tätigkeit von Tieren oder Pflanzen und enthalten deren Erzeugnisse.“
Diese Definition beschränkt sich im Wesentlichen auf Naturbaustoffe. Das waren in erster Linie Holz, Faserwerkstoffe und Textilien, sowie bei traditionellen Bauweisen auch etwa Palmwedel, Stroh, Reet, Torf oder Kuhdung. Hinzu kamen Biokunststoffe wie Linoleum. Kunststoffe, die auf der Basis von Mineralölprodukten hergestellt werden, wie damals schon Bakelit, wurden noch nicht berücksichtigt, da sie noch keine große Bedeutung hatten.
Die Archäologie kann oft nur indirekt auf die Verwendung organischer Baustoffe schließen, weil diese durch Verrottung mehrheitlich zerstört sind.
Durch die abnehmende Verwendung traditioneller Baustoffe seit dem 18./19. Jahrhundert verringerte sich zunächst die Bedeutung organischer Baustoffe. Brandschutz und verlangsamte Alterung dienten als Argumente für den Massivbau mit mineralischen Baustoffen.
Seit dem 20. Jahrhundert sind Erdölprodukte wie Bitumen, eine größere Auswahl von Holzwerkstoffen sowie viele Polymerwerkstoffe zu den organischen Stoffen hinzugetreten, die im Bauwesen Verwendung finden, sodass man nun zwischen natürlich- und synthetisch-organischen Baustoffen unterscheiden kann.
Viele mineralische Baustoffe enthalten heute organische Zusatzstoffe. Diese erleichtern häufig die Verarbeitung, verbessern gezielt bestimmte Materialeigenschaften und ermöglichen eine schnellere und leichtere Bauweise oder Wärmedämmung.